# Franciszek Maj
Franciszek Maj (ur. 1 września 1911 w Grodzisku Dolnym, zm. 28 listopada 1982 w Świeciu) – polski rolnik i polityk, poseł na Sejm PRL II, III i IV kadencji.

## Życiorys
Syn Wojciecha. Uzyskał wykształcenie średnie, z zawodu rolnik. W 1920 ukończył szkołę powszechną, po czym do 1923 uczęszczał do gimnazjum staroklasycznego w Jarosławiu. W 1930 ukończył dwuletnią Szkołę Rolniczą w Pilźnie. Od 1926 był członkiem organizacji młodzieży wiejskiej; najpierw należał do młodzieżowego kółka przy Kole Rolniczym w Grodzisku Dolnym, po czym w 1929 przystąpił do Związku Młodzieży Wiejskiej RP „Wici”, a w 1931 do Stronnictwa Ludowego. W 1938 kupił gospodarstwo w Czaplach, w czasie okupacji niemieckiej został z niego wysiedlony do Potulic. W 1944 został wysłany na roboty do majątku Wieszczyce, gdzie do końca II wojny światowej pracował jako robotnik rolny. 
Po zakończeniu okupacji wrócił na swoje gospodarstwo i ponownie podjął działalność polityczną w ZMW RP „Wici”, pełniąc w latach 1945–1947 obowiązki wiceprezesa Zarządu Wojewódzkiego organizacji w Bydgoszczy. W 1945 na zjeździe powiatowym „lubelskiego” SL w Świeciu został wybrany na prezesa Zarządu Powiatowego SL. W tym samym roku przeszedł do Polskiego Stronnictwa Ludowego, jednak w 1947 powrócił do SL i w 1948 został ponownie został prezesem Zarządu Powiatowego tej partii w Świeciu. Od 1949 był działaczem Zjednoczonego Stronnictwa Ludowego. W 1950 został wiceprezesem Komitetu Wojewódzkiego ZSL w Bydgoszczy, w latach 1952–1957 był przewodniczącym Rolniczej Spółdzielni Produkcyjnej w Czaplach. W latach 1954–1956 był członkiem Rady Naczelnej, a w latach 1956–1976 członkiem Naczelnego Komitetu ZSL.
W latach 1947–1954 był radnym Powiatowej Rady Narodowej w Świeciu, a w latach 1948–1957 radnym Wojewódzkiej Rady Narodowej w Bydgoszczy. W 1957, 1961 i 1965 uzyskiwał mandat posła na Sejm PRL w okręgu Grudziądz i dwukrotnie Tuchola. Przez dwie kadencje zasiadał w Komisji Rolnictwa i Przemysłu Spożywczego (II i IV), a przez jedną w komisji Spraw Wewnętrznych (III).
Od 1957 prowadził własne gospodarstwo rolne, najpierw w Czaplach, od 1962 w Wiągu.

## Odznaczenia
- Krzyż Oficerski Orderu Odrodzenia Polski
- Krzyż Kawalerski Orderu Odrodzenia Polski (1955)[1]
- Srebrny Krzyż Zasługi (1952)[2]
- Medal 10-lecia Polski Ludowej (1955)[3]
- Odznaka 1000-lecia Państwa Polskiego (1966)[4]